# (28004) Terakawa
(28004) Terakawa (1997 XA) – planetoida z pasa głównego asteroid okrążająca Słońce w ciągu 4,64 lat w średniej odległości 2,78 j.a. Odkryta 2 grudnia 1997 roku.